# 洛卢高速公路 (陕西)
洛南至卢氏（陕豫界）高速公路，简称洛卢高速，是陕西省“十四五”省级高速公路网规划的重要组成部分，陕高速编号S26，线路起点位于洛南县永丰镇李村华阳立交，与洛岔高速公路顺接，经四皓乡、城关镇、柏峪寺镇，止于灵口镇上河村陕豫省界处，与河南省卢洛高速公路相接，路线全长55.192公里，采用设计速度100公里/小时，双向四车道高速公路标准建设，路基宽度26米。项目估算总投资70.64亿元人民币。

## 工程规模
全线设特大桥2732米/2座、大桥19251米/57座、中桥630米/9座，涵洞93道。桥梁全长22613米，桥梁占路线总长的20.72%、拟建中隧道1583米/2座，隧道占路线总长的2.85%；全线拟设华阳、花石浪、陶岭（枢纽）、柏峪寺、灵口5处互通式立交；主线收费站1处，匝道收费站4处，服务区1处，停车区1处、管理分中心1处，养护工区1处。

## 建设模式
洛卢高速公路项目采用PPP模式实施，中标社会资本为陕西交通控股集团有限公司牵头的企业联合体，包括以下成员：
- 陕西高速机械化工程有限公司
- 陕西路桥集团有限公司
- 陕西省通达公路建设集团有限责任公司
- 陕西高速诚信交通工程有限公司
- 陕西现代公路机械工程有限公司
- 陕西高速交通工贸有限公司
- 陕西交通电子工程科技有限公司
- 中铁二十局集团有限公司
- 中铁五局集团有限公司
- 中国葛洲坝集团第三工程有限公司
- 青海省交通建设工程集团有限公司

采取建设－运营－移交（BOT）方式运作，特许经营期33年，其中建设期3年、运营期30年。预计2025年通车运营。
项目勘察设计分别由中交第一公路勘察设计研究院有限公司和西安公路研究院有限公司承担。

## 建设历程
- 2013年2月，陕西省第十二届人民代表大会第一次会议，人大代表张捷提出了《关于加快推进榆商高速华阴至洛南段和洛卢高速陕西段项目前期工作的议案》[5]。
- 2020年7月1日，商洛市自然资源局对洛卢高速建设项目预审和选址意见书进行了公示[6]。
- 2022年4月16日，商洛市交通运输局公布了洛卢高速公路PPP项目的中标通知书[3]。
- 2022年4月27日，商洛市人民政府与中标联合体在洛南县签订了洛卢高速公路项目《投资协议》和《合资经营合同》[7]。
- 2022年4月28日，洛卢高速公路项目建设动员会在洛南县举行[8]。

## 沿线设施列表
| 地区                                                                                         | 里程 | 类型       | 名称     | 连接             | 说明 |
| -------------------------------------------------------------------------------------------- | ---- | ---------- | -------- | ---------------- | ---- |
| 商洛市 洛南县                                                                                |      | 出入口     | 华阳     | 洛岔高速 242国道 |      |
| 商洛市 洛南县                                                                                |      | 出入口     | 花石浪   | 花石浪           |      |
| 商洛市 洛南县                                                                                |      | 枢纽       | 陶岭枢纽 | 澄商高速         |      |
| 商洛市 洛南县                                                                                |      | 出入口     | 柏峪寺   | 柏峪寺           |      |
| 商洛市 洛南县                                                                                |      | 出入口     | 灵口     | 灵口             |      |
| 商洛市 洛南县                                                                                |      | 主线收费站 | 洛南     | 洛南             |      |
| 省界                                                                                         |      | 地界       | 陕豫界   | 卢洛高速         |      |
| 1.000 英里 = 1.609 千米；1.000 千米 = 0.621 英里 并行路段 • 已关闭／取消 • 限制进入 • 未开放 |      |            |          |                  |      |